# 大阪電気軌道長谷線
長谷線（はせせん）は、かつて近畿日本鉄道（近鉄）の前身である大阪電気軌道（大軌）が保有していた鉄道路線（廃線）である。

## 概要
真言宗の古刹として知られる長谷寺は、古くから「初瀬（はせ）詣で」として多くの参拝客を集めていた。そのため鉄道院桜井線の桜井駅より分岐して、長谷寺より1km手前の初瀬駅に至る軌道を参拝輸送などの目的で建設することになり、1909年（明治42年）に開業した。
会社は当初初瀬軌道（はせきどう）と称したが、後に初瀬鉄道と改称し、さらに大正になると長谷鉄道に再編するなど、改変を繰り返した。
その後、近鉄の前身である大軌が子会社の参宮急行電鉄（参急）を設立し、桜井駅から伊勢神宮へ向かう路線を建設することになったが、長谷鉄道ではこれが開業すると全線で並行する形になるため、会社では競争を避け補償も兼ねる目的から、1928年（昭和3年）に大軌へ合併することにして同社の長谷線となった。
1929年（昭和4年）に参急線が開業した後、1930年（昭和5年）に経営合理化のため軌道自動車（ガソリンカー）が3両導入されて老朽化が進んでいた既存の蒸気動車を代替し、路線存続の道が模索された。
しかし、参急線に加えて並行区間に乗合自動車が営業を開始し乗客が激減したため、長谷線は1938年（昭和13年）に全線廃止となった。

## 路線データ
- 路線距離：桜井 - 初瀬間5.6km
- 軌間：1067mm
- 駅数
  - 停車場：2
  - 停留所：5
- 電化区間：なし
- 複線区間：なし

## 運行概要
1933年12月20日当時
- 運行本数：6時から22時台まで日19往復（毎時ほぼ1本で、夕方2本）
- 所要時間：全線14分

なお当時、参急本線の桜井 - 長谷寺間は所要6分、終日1時間間隔

## 歴史
- 1909年（明治42年）12月11日 - 初瀬軌道により開業
- 1912年（明治45年）2月10日 - 初瀬鉄道と改称、軌道条例に基づく軌道から軽便鉄道法に基づく軽便鉄道に変更[1]
- 1913年（大正2年）6月7日 - 鉄道免許状下付（奈良県磯城郡初瀬町-三重県飯南郡松阪町間）[2]
- 1915年（大正4年）
  - 4月13日 - 新設の長谷鉄道へ事業譲渡
  - 11月9日 - 鉄道免許失効（奈良県磯城郡初瀬町-三重県飯南郡松阪町間、指定に期限までに資本増加手続きを完了せさるため）[3]
- 1927年（昭和2年）12月21日 - 大阪電気軌道との合併について、鉄道大臣と内務大臣が認可[4]
- 1928年（昭和3年）
  - 1月8日 - 大阪電気軌道に合併、同社の長谷線となる[5]
  - 9月27日 - 軌道自動車（ガソリンカー）運転認可申請[6]
- 1929年（昭和4年）
  - 10月27日 - 参宮急行電鉄が桜井 - 長谷寺間を開業[7]
  - 12月23日 - 軌道自動車運転認可[8]
- 1930年（昭和5年）
  - 1月30日 - 貨物営業廃止認可[9]
  - 7月3日 - 軌道自動車（レカ1形）新造認可[10]
- 1938年（昭和13年）2月1日 - 廃止[11]

## 輸送・収支実績
| 年度 | 輸送人員（人） | 貨物量（トン） | 営業収入（円） | 営業費（円） | 営業益金（円） | その他益金（円） | その他損金（円） | 支払利子（円） |
| ---- | -------------- | -------------- | -------------- | ------------ | -------------- | ---------------- | ---------------- | -------------- |
| 1910 | 263,825        |                | 26,592         | 20,469       | 6,123          |                  |                  |                |
| 1911 | 265,364        |                | 25,220         | 17,605       | 7,615          |                  |                  |                |
| 1912 | 276,191        |                | 26,104         | 17,322       | 8,782          |                  |                  | 1,659          |
| 1913 | 276,330        |                | 26,451         | 18,954       | 7,497          |                  |                  | 11,319         |
| 1914 | 248,183        |                | 23,724         | 20,212       | 3,512          |                  |                  | 12,246         |
| 1915 | 284,687        |                | 26,756         | 17,081       | 9,675          |                  |                  | 3,178          |
| 1916 | 271,992        |                | 25,125         | 17,888       | 7,237          |                  |                  | 2,310          |
| 1917 | 366,134        | 319            | 35,491         | 23,848       | 11,643         |                  | 1,158            | 3,455          |
| 1918 | 409,329        | 4,267          | 41,725         | 31,177       | 10,548         |                  |                  | 2,178          |
| 1919 | 503,426        | 4,459          | 55,144         | 44,979       | 10,165         |                  |                  | 773            |
| 1920 | 517,597        | 4,148          | 70,253         | 54,174       | 16,079         |                  |                  | 290            |
| 1921 | 497,096        | 2,693          | 76,778         | 53,546       | 23,232         |                  |                  |                |
| 1922 | 534,849        | 2,267          | 81,512         | 51,921       | 29,591         |                  |                  |                |
| 1923 | 565,732        | 1,729          | 85,528         | 57,589       | 27,939         |                  |                  | 94             |
| 1924 | 566,662        | 2,836          | 87,508         | 55,168       | 32,340         |                  |                  | 2,066          |
| 1925 | 580,199        | 3,463          | 88,993         | 53,897       | 35,096         | 準備金繰入3,500  |                  | 4,773          |
| 1926 | 577,954        | 5,039          | 87,720         | 54,595       | 33,125         |                  |                  | 4,726          |
| 1927 | 486,483        | 3,627          | 71,833         | 42,824       | 29,009         |                  |                  | 2,154          |
| 1928 | 637,873        | 9,097          | 97,516         | 58,699       | 38,817         |                  |                  | 8,443          |
| 1929 | 539,138        | 32,462         | 87,849         | 51,288       | 36,561         |                  |                  | 16,977         |
| 1930 | 270,687        | 6,052          | 27,261         | 35,503       | ▲ 8,242        |                  |                  | 16,551         |
| 1931 | 204,321        |                | 18,634         | 21,860       | ▲ 3,226        |                  | 償却金26,543     | 17,205         |
| 1932 | 184,572        |                | 17,056         | 11,250       | 5,806          |                  |                  | 9,577          |
| 1933 | 186,537        |                | 17,294         | 13,771       | 3,523          |                  |                  |                |
| 1934 | 192,894        |                | 18,234         | 13,311       | 4,923          |                  |                  | 7,000          |
| 1935 | 182,807        |                | 16,670         | 12,899       | 3,771          |                  |                  | 7,561          |
| 1936 | 183,119        |                | 16,380         | 16,990       | ▲ 610          |                  | 償却金26,106     | 5,774          |
| 1937 | 149,345        |                | 12,847         | 13,203       | ▲ 356          |                  |                  | 2,863          |

- 鉄道院年報、鉄道院鉄道統計資料、鉄道省鉄道統計資料、鉄道統計資料、鉄道統計各年度版

## 車両
開業時、初瀬軌道ではアメリカのフロンティア期における蒸気機関車のような「カウキャッチャー」（排障器）を取り付けた、日本では例の少ない蒸気動車4両（工藤式。当時は自働客車と称した。いずれも汽車製造製）を導入した（「日本の気動車史」も参照）。
長谷鉄道の時代には乗客増加に対処するために客車2両を増備した。詳細は不明だが定員より明治中期製造の2軸客車を譲り受けたものだとされている。
1918年には貨物営業開始のため有蓋貨車2両が製造され、翌年度には鉄道省より無蓋貨車を購入した。これらの貨車は当初は蒸気動車に連結されていたが、運行上の問題が多く、1924年にオーレンシュタイン・ウント・コッペル社製の蒸気機関車1両（C形タンク）を購入し、長谷鉄道1号とした。
1930年には日本車輌製造製の軌道自動車（ガソリンカー）であるレカ1形レカ1 - レカ3の3両を購入し、7月には蒸気動車を置き換えた。1両は余市臨港軌道へ譲渡され同社のキハ1とされ、その後1939年7月に小湊鉄道へ渡りキハ1として使用されたが、短期間で無動力の客車に改造され、1954年（昭和27年）まで使用された。
レカ1形は長谷線廃止後3両とも大和鉄道へ譲渡されレカ21形となった。

## 駅一覧
桜井駅 - 北口停留所 - 外山停留所 - 宇陀ヶ辻停留所 - 慈恩寺停留所 - 黒崎停留所 - 初瀬駅
慈恩寺停留所は、1944年（昭和19年）に開設された大和朝倉駅に近接。初瀬駅は長谷寺駅より大阪寄りにあり、現在は観光バス用の駐車場と化している。

## 接続路線
- 桜井駅：鉄道省桜井線、大阪電気軌道桜井線、参宮急行電鉄本線、大和鉄道線